# Loopy Godínez
María Guadalupe Godínez (Aguascalientes, México, 6 de septiembre de 1993), más conocida como Lupita Godinez o por su apodo Loopy, es una artista marcial mixta mexicana que compite en la división de peso paja femenino del Ultimate Fighting Championship (UFC).  Desde el 8 de octubre de 2024, ocupaba el puesto #11 en el ranking femenino de peso paja de UFC.

## Primeros años
A la edad de 14 años, su padre, Carlos, fue abordado por el cártel que le exigía dinero por protección. Después de encontrar un terreno lleno de coches acribillados a balazos y ventanas destrozadas, y de responder a llamadas telefónicas con voces que le decían los nombres de sus hijas y sus escuelas, Carlos decidió coger a su familia y marcharse. Tras decirle a su familia que se iban a Disney Land, aterrizaron en Vancouver, donde tuvieron que empezar de cero. Vivieron en un hotel durante seis meses y realizaron trabajos esporádicos, como lavar coches, para pagar las facturas. Cuando la vida se estabilizó, su novio la animó a retomar el judo que practicaba desde la infancia, y luego el jiu-jitsu.

## Carrera de artes marciales mixtas

### Carrera temprana
Comenzó su carrera en las MMA como amateur en 2016. Su combate de debut tuvo lugar el 18 de junio de 2016 y fue contra Ali Cranmer. Ganó el combate por decisión. Sin embargo, la felicidad de la victoria se vio aplastada cuando perdió contra Jamey-Lyn Horth Wessels en dos ocasiones diferentes, el 25 de noviembre de 2016 y el 18 de febrero de 2017, respectivamente.
A pesar de las dos derrotas consecutivas, Godínez se recuperó y ganó sus dos siguientes combates contra Ashlee Jarvis y Kyla Frajman. Lamentablemente, su racha de victorias se detuvo una vez más cuando se enfrentó a Tiffany Conama y Morgan Engelhardt, respectivamente.
En sus dos siguientes combates, demostró lo que podía hacer al derrotar a Alexandra Lucia Delgado-Lopez y a Sam Hughes. Cuando ganó a Sam Hughes, también se hizo con el campeonato de peso paja de la COGA. Después de eso, decidió convertirse en profesional.
El 30 de junio de 2018 hizo su debut profesional en MMA cuando se enfrentó a Jennah Macallister. Ganó el combate por decisión unánime. Después de eso, nunca enfrentó ninguna derrota y empató al derrotar a Ashlee Mastin y Felisha Magallan.
También logró ganar el vacante Campeonato de Peso Paja de BTC derrotando a Lindsay Garbatt en BTC 8 el 30 de noviembre de 2019. En el siguiente combate en LFA 94, ganó el Campeonato Femenino de Peso Paja de LFA, derrotando a Vanessa Demopoulos por decisión mayoritaria.

### Ultimate Fighting Championship
Godínez debutó en la UFC contra Jessica Penne el 17 de abril de 2021 en UFC on ESPN: Whittaker vs. Gastelum. Perdió el combate por decisión dividida. 11 de las 17 puntuaciones de los medios de comunicación se lo dieron a Godinez.
Se esperaba que se enfrentara a Sarah Alpar el 22 de mayo de 2021 en UFC Fight Night: Font vs. Garbrandt. El combate se canceló por completo un día después, ya que no pudo conseguir su visa a tiempo.
Se esperaba que se enfrentara a Sam Hughes el 8 de octubre de 2021 en UFC Fight Night: Dern vs. Rodriguez. Sin embargo, Hughes fue retirada del combate tras dar positivo por COVID-19 y fue sustituida por la recién llegada a la promoción Silvana Gómez Juárez. Ganó el combate por sumisión en el primer asalto. Esto le valió a Godínez el premio a la Actuación de la Noche.
Godínez enfrentó a Luana Carolina el 16 de octubre de 2021 en UFC Fight Night: Ladd vs. Dumont. Con este combate, obtuvo el récord de la vuelta más rápida en la historia de la UFC, con sólo siete días. Perdió el combate por decisión unánime.
Godínez enfrentó a Loma Lookboonmee el 20 de noviembre de 2021 en UFC Fight Night: Vieira vs. Tate. Ganó el combate por decisión unánime.
Godínez enfrentó a Ariane Carnelossi el 7 de mayo de 2022 en UFC 274. Ganó el combate por decisión unánime.
Godínez enfrentó a Angela Hill el 13 de agosto de 2022 en UFC on ESPN: Vera vs. Cruz. Perdió el combate por decisión unánime.
Godínez enfrentó a Cynthia Calvillo el 8 de abril de 2023 en UFC 287. Ganó el combate por decisión dividida.
Godínez enfrentó a Emily Ducote, reemplazando a Polyana Viana, el 20 de mayo de 2023 en UFC Fight Night: Dern vs. Hill. Ganó el combate por decisión unánime.
Godínez se enfrentó a Elise Reed el 16 de septiembre de 2023 en UFC Fight Night: Grasso vs. Shevchenko 2. Ganó la pelea mediante una sumisión de estrangulamiento trasero desnudo en el segundo asalto. Esta victoria le valió el premio a la Actuación de la Noche.
Godínez se enfrentó a Tabatha Ricci el 11 de noviembre de 2023 en UFC 295. Ganó por decisión dividida y se convirtió en la primera mujer en ganar 4 peleas en el UFC en un año calendario.
Godínez se enfrentó a Virna Jandiroba el 30 de marzo de 2024 en UFC on ESPN 54. Perdió la pelea por decisión unánime.
Godínez se enfrentó a Mackenzie Dern el 3 de agosto de 2024 en UFC on ABC 7. Perdió la pelea por decisión unánime.
Tras la lesión de Yazmin Jauregui, se anunció que Godínez ocuparía su lugar para enfrentar a Julia Polastri el 29 de marzo de 2025 en UFC on ESPN 64. Ganó la pelea por decisión unánime.

## Campeonatos y logros
- Legacy Fighting Alliance
  - Campeonato de Peso Paja de LFA (una vez)
- BTC Fight Promotions
  - Campeonato de Peso Paja de BTC (una vez)
- Ultimate Fighting Championship
  - Actuación de la Noche (Dos veces) vs. Silvana Gómez Juárez y  Elise Reed[17]
  - Récord de la vuelta más rápida en la historia moderna de la UFC (7 días)[18]
  - Récord de tiempo más corto entre tres combates en la historia moderna de la UFC (42 días)[41]
  - Primera luchadora en ganar cuatro peleas al hilo en un año (2023)

## Récord en artes marciales mixtas
| Récord profesional | Récord profesional | Récord profesional |
| 19 peleas          | 14 victorias       | 5 derrotas         |
| ------------------ | ------------------ | ------------------ |
| Nocaut             | 1                  | 0                  |
| Sumisión           | 2                  | 0                  |
| Decisión           | 11                 | 5                  |

| Resultado | Récord | Oponente             | Método                                      | Evento                                   | Fecha                    | Ronda | Tiempo | Localización                | Notas                                            |
| --------- | ------ | -------------------- | ------------------------------------------- | ---------------------------------------- | ------------------------ | ----- | ------ | --------------------------- | ------------------------------------------------ |
| Victoria  | 14–5   | Jéssica Andrade      | Decisión (unánime)                          | UFC 319                                  | 16 de agosto de 2025     | 3     | 5:00   | Chicago, Illinois           |                                                  |
| Victoria  | 13–5   | Julia Polastri       | Decisión (unánime)                          | UFC on ESPN: Moreno vs. Erceg            | 29 de marzo de 2025      | 3     | 5:00   | Ciudad de México            |                                                  |
| Derrota   | 12–5   | Mackenzie Dern       | Decisión (unánime)                          | UFC on ABC: Sandhagen vs. Nurmagomedov   | 3 de agosto de 2024      | 3     | 5:00   | Abu Dhabi                   |                                                  |
| Derrota   | 12–4   | Virna Jandiroba      | Decisión (unánime)                          | UFC on ESPN: Blanchfield vs. Fiorot      | 30 de marzo de 2024      | 3     | 5:00   | Atlantic City, Nueva Jersey |                                                  |
| Victoria  | 12–3   | Tabatha Ricci        | Decisión (dividida)                         | UFC 295                                  | 11 de noviembre de 2023  | 3     | 5:00   | Nueva York                  |                                                  |
| Victoria  | 11–3   | Elise Reed           | Sumision (estrangulamiento trasero desnudo) | UFC Fight Night: Grasso vs. Shevchenko 2 | 16 de septiembre de 2023 | 2     | 3:37   | Las Vegas, Nevada           | Actuación de la Noche.                           |
| Victoria  | 10–3   | Emily Ducote         | Decisión (unánime)                          | UFC Fight Night: Dern vs. Hill           | 20 de mayo de 2023       | 3     | 5:00   | Las Vegas, Nevada           |                                                  |
| Victoria  | 9–3    | Cynthia Calvillo     | Decisión (dividida)                         | UFC 287                                  | 8 de abril de 2023       | 3     | 5:00   | Miami, Florida              |                                                  |
| Derrota   | 8–3    | Angela Hill          | Decisión (unánime)                          | UFC on ESPN: Vera vs. Cruz               | 13 de agosto de 2022     | 3     | 5:00   | San Diego, California       | Combate de peso acordado (120 libras).           |
| Victoria  | 8–2    | Ariane Carnelossi    | Decisión (unánime)                          | UFC 274                                  | 7 de mayo de 2022        | 3     | 5:00   | Phoenix, Arizona            |                                                  |
| Victoria  | 7–2    | Loma Lookboonmee     | Decisión (unánime)                          | UFC Fight Night: Vieira vs. Tate         | 20 de noviembre de 2021  | 3     | 5:00   | Las Vegas, Nevada           | Regreso al peso paja.                            |
| Derrota   | 6–2    | Luana Carolina       | Decisión (unánime)                          | UFC Fight Night: Ladd vs. Dumont         | 16 de octubre de 2021    | 3     | 5:00   | Las Vegas, Nevada           | Combate de peso mosca.                           |
| Victoria  | 6–1    | Silvana Gómez Juárez | Sumisión (barra de brazo)                   | UFC Fight Night: Dern vs. Rodriguez      | 8 de octubre de 2021     | 1     | 4:14   | Las Vegas, Nevada           | Actuación de la Noche.                           |
| Derrota   | 5–1    | Jessica Penne        | Decisión (dividida)                         | UFC on ESPN: Whittaker vs. Gastelum      | 17 de abril de 2021      | 3     | 5:00   | Las Vegas, Nevada           |                                                  |
| Victoria  | 5–0    | Vanessa Demopoulos   | Decisión (mayoritaria)                      | LFA 94                                   | 30 de octubre de 2020    | 5     | 5:00   | Park City, Kansas           | Ganó el Campeonato Femenino de Peso Paja de LFA. |
| Victoria  | 4–0    | Lindsay Garbatt      | Decisión (unánime)                          | BTC 8: Eliminator                        | 30 de noviembre de 2019  | 5     | 5:00   | Niagara Falls, Ontario      | Ganó el vacante Campeonato de Peso Paja de BTC.  |
| Victoria  | 3–0    | Felisha Magallan     | Decisión (unánime)                          | Combate 42: Tahoe                        | 23 de agosto de 2019     | 3     | 5:00   | Lake Tahoe, Nevada          | Combate de peso acordado (117 libras).           |
| Victoria  | 2–0    | Ashlee Mastin        | TKO (sumisión a golpes)                     | SCL: Fight Night                         | 18 de mayo de 2019       | 1     | 2:19   | Golden, Colorado            |                                                  |
| Victoria  | 1–0    | Jennah Macallister   | Decisión (unánime)                          | SCL: Army vs Marines 9                   | 30 de junio de 2018      | 3     | 5:00   | Denver, Colorado            | Debut en el peso paja.                           |